# Långsjön (Byarums socken, Småland, 637867-139161)
Långsjön är en sjö i Vaggeryds kommun i Småland och ingår i Lagans huvudavrinningsområde. Sjön är 9,6 meter djup, har en yta på 0,0759 kvadratkilometer och befinner sig 260,1 meter över havet. Vid provfiske har abborre och gädda fångats i sjön.

## Delavrinningsområde
Långsjön ingår i det delavrinningsområde (637845-139057) som SMHI kallar för Utloppet av Ryasjön. Medelhöjden är 271 meter över havet och ytan är 21,49 kvadratkilometer. Räknas de 5 delavrinningsområdena uppströms in blir den ackumulerade arean 32,54 kvadratkilometer. Bolmån (Ulvhultsån) som avvattnar avrinningsområdet har biflödesordning 2, vilket innebär att vattnet flödar genom totalt 2 vattendrag innan det når havet efter 227 kilometer. Delavrinningsområdet består mestadels av skog (75 procent) och sankmarker (12 procent). Avrinningsområdet har 1,98 kvadratkilometer vattenytor vilket ger det en sjöprocent på 9,2 procent.